# Molti sogni per le strade
Molti sogni per le strade è un film del 1948 diretto da Mario Camerini.

## Trama
Paolo Bettoni, operaio meccanico disoccupato, trovandosi una sera in un garage, domanda inutilmente del lavoro al commendator Giulio Carocci, un ricco industriale. Donato, il garagista, gli propone di rubare la splendida automobile dell'industriale. Si danno appuntamento per il giorno dopo ma al luogo scelto arriva anche Linda, la moglie dell'operaio, messa in sospetto da una telefonata, insieme al figlioletto Romoletto. I due compari devono rassegnarsi a portarla con loro. Vanno a trovare un losco affarista, che promette la sua collaborazione ma poi viene meno all'impegno. Mentre vanno in cerca di un altro complice, un incidente imprevisto obbliga Paolo a dare ad un poliziotto le proprie generalità e i dati dell'automobile. Sentendosi perduto, Paolo confessa tutto alla moglie, la quale lo scongiura di costituirsi. Liberatosi dalla moglie e dal bambino, Paolo tenta di vendere l'automobile, ma infine la riporta al garage. Nessuno s'è accorto del tentato furto ma la moglie, decisa ad impedire che il marito si perda, lo ha denunciato alla polizia. L'automobile però è nel garage: l'operaio nega che il furto sia mai avvenuto, e la moglie finge di aver ceduto ad un impeto di gelosia. In quel frattempo giunge l'industriale a ritirare l'auto e la trova del tutto in ordine. Emilio, vecchio amico di Paolo che lavora al garage come guardiano, gli offre un posto di lavamacchine.